# Лімпіас
Лімпіас (ісп. Limpias) — муніципалітет в Іспанії, у складі автономної спільноти Кантабрія. Населення — 1741 осіб (2009).
Муніципалітет розташований на відстані близько 330 км на північ від Мадрида, 32 км на схід від Сантандера.
На території муніципалітету розташовані такі населені пункти: Лімпіас (адміністративний центр), Сенья.

## Демографія
Динаміка населення (INE ):

## Галерея зображень

Розташування муніципалітету
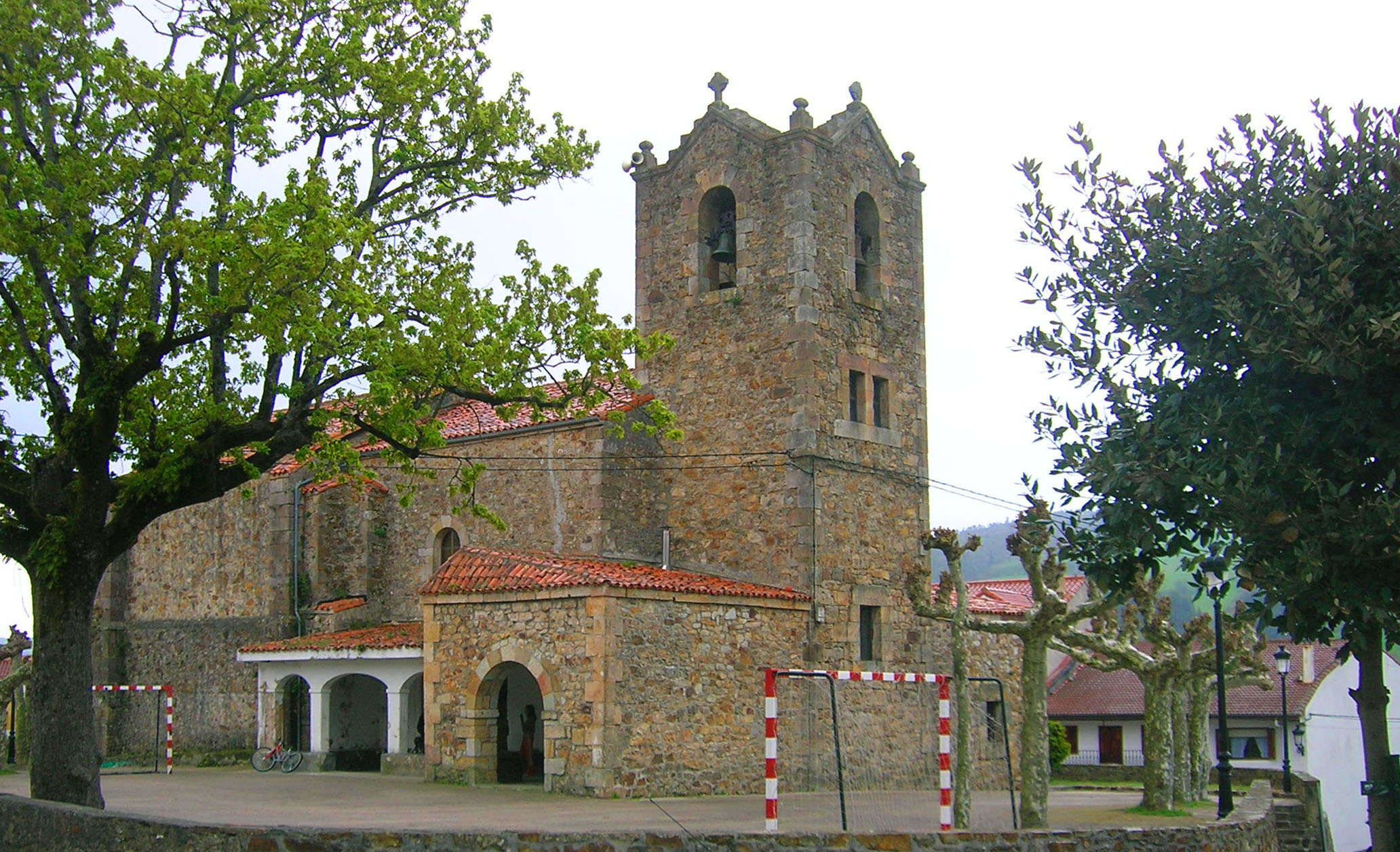
Церква у Сеньї